# Hudsonův průliv
Hudsonův průliv (anglicky Hudson Strait, francouzsky Détroit d'Hudson) spojuje v Kanadě Hudsonův záliv s Atlantikem.
Je dlouhý přibližně 700 kilometrů. V nejužším bodě je široký asi 120 km, v nejširším jeho šířka činí více než 200 km. Průliv odděluje Baffinův ostrov od severního pobřeží provincie Quebec – poloostrova Labrador, kde je ohraničen Cape Chidley a ostrovem Resolution.
Poprvé popsal úžinu italský mořeplavec Sebastian Caboto v roce 1517. Průliv je však znám pod jménem Henryho Hudsona, který tudy v roce 1610 projel na palubě britské lodi Discovery.